# دونا أوقستي
دونا أوقستي (بالإنجليزية: Donna Auguste)‏ هي عَالِمَة حاسوب ومهندسة وسيدة أعمال أمريكية، ولدت في 1958.